# Franklin, Louisiana
Franklin är en stad i den amerikanska delstaten Louisiana med en folkmängd som uppgår till 7 660 invånare (2010). Franklin är administrativ huvudort i St. Mary Parish. Staden har fått sitt namn efter Benjamin Franklin.

## Kända personer från Franklin
- Donelson Caffery, politiker
- Jared Y. Sanders Jr., politiker